# Klein Ammensleben
Klein Ammensleben is een plaats in de Duitse gemeente Niedere Börde. De gemeente is onderdeel van de Landkreis Börde in de deelstaat Saksen-Anhalt. Kleins Ammensleben telt 722 inwoners (2007).